# Club Deportivo Victoria (Tazacorte)
Club Deportivo Victoria de Tazacorte es un club del municipio de Tazacorte (La Palma, Provincia de Santa Cruz de Tenerife, Canarias) España. Fue fundado en 1.954. Y juega sus partidos como local en el Nuevo Estadio Municipal con capacidad para 5.000 espectadores. 

## Historia
Fundado en 1954, por la unión de los dos representantes municipales hasta ese momento el At.Morro y el C.D.Marino Tazacorte, no logró jugar en categoría nacional hasta la temporada 1984/85, en la que debutó en Tercera División. Descendió esa misma temporada, siendo la peor realizada por cualquier equipo en Tercera División Canaria, al solo haber logrado tres victorias y cinco empates, sumando once puntos ya que entonces las victorias valían dos puntos. Once años tardó el Victoria de Tazacorte en recuperar la categoría, en la que permaneció los siguientes nueve años, antes de volver a descender y pasar tres años en Preferente. Volvió a subir a Tercera División, encadenando una nueva racha de cuatro temporadas.
Estas catorce temporadas en la Tercera División han convertido al equipo de Tazacorte en el tercer mejor equipo de la isla de La Palma en las clasificaciones históricas del fútbol canario, solo por detrás del C.D.Mensajero y la S. D. Tenisca.
En la temporada 2009/10 el equipo logró alcanzar su segunda final de la Copa Heliodoro Rodríguez López, cayendo en la tanda de penaltis ante la U.D.Orotava, el rey de copas canario.
La siguiente temporada 2010/11 el equipo bagañete conseguía mantener la categoría en los terrenos, pero problemas económicos le haría renunciar a su plaza y volver a Preferente.
En su vuelta a preferente los bagañetes quedan en la penúltima posición tras pasar gran parte de la temporada como farolillo rojo y tras tener graves problemas económicos y deportivos.
Al finalizar la temporada 2011/12 el club desaparece por problemas económicos y deportivos. Renaciendo años más tarde como EMF El Cano en un primer momento, y volviendo a su nomenclatura, escudo y uniforme tradicional años después.

### Derbis
El Club Deportivo Victoria de Tazacorte siempre ha tenido una gran rivalidad con los clubs palmeros en general y con los del Valle de Aridane en particular. Cabe destacar que tanto el municipio de Tazacorte, como el de El Paso fueron en su momento barrios de Los Llanos de Aridane, lo que incrementa notablemente la rivalidad de estos conjuntos. Actualmente los representantes de esto municipios son el At.Paso y la U.D.Los Llanos, pero a lo largo de la historia se han sucedido encuentros de máxima rivalidad con clubs como el U.D.Aridane, C.D.Argual, S.D.Velia, Aceró C.F. por parte de Los Llanos de Aridane, Unión Centro por parte de El Paso o el C.D.Puerto del propio municipio de Tazacorte.

## Uniforme
- Local La camiseta es blanca y negra a rayas verticales con las mangas totalmente negras, el pantalos y las medias son de color negro.
- Visitante La segunda equipación del Victoria de Tazacorte es blanca en su totalidad.

## Estadio
El Club Deportivo Victoria de Tazacorte juega sus encuentros como local en el Estadio Municipal de Tazacorte. Este estadio con capacidad para 5.000 espectadores se encuentra a las afueras del casco de Tazacorte.

## Escudo
Una V enorme de Victoria con un balón de fútbol arriba, justo por debajo del balón cruza un papel en el que se lee CD.Victoria.

## Temporadas
| Temporadas | División     | Posición | Copa del Rey |
| ---------- | ------------ | -------- | ------------ |
| 1980/81    | Preferente   | 6º       |              |
| 1981/82    | Preferente   | 6º       |              |
| 1982/83    | Preferente   | 3º       |              |
| 1983/84    | Preferente   | 2.º      |              |
| 1984/85    | 3ª División  | 20.º     |              |
| 1985/86    | Preferente   | 12.º     |              |
| 1986/87    | Preferente   | 6.º      |              |
| 1987/88    | Preferente   | 11.º     |              |
| 1988/89    | Preferente   | 10.º     |              |
| 1989/90    | Preferente   | 16.º     |              |
| 1990/91    | 1.ª Regional | 5.º      |              |
| 1991/92    | 1.ª Regional | 1.º      |              |
| 1992/93    | Preferente   | 7.º      |              |
| 1993/94    | Preferente   | 5º       |              |
| 1994/95    | Preferente   | 1.º      |              |
| 1995/96    | 3ª División  | 8.º      |              |
| 1996/97    | 3ª División  | 10º      |              |
| 1997/98    | 3ª División  | 6.º      |              |
| 1998/99    | 3ª División  | 17.º     |              |
| 1999/00    | 3ª División  | 8.º      |              |
| 2000/01    | 3ª División  | 13.º     |              |
| 2001/02    | 3ª División  | 16.º     |              |
| 2002/03    | 3ª División  | 10.º     |              |
| 2003/04    | 3ª División  | 19.º     |              |
| 2004/05    | Preferente   | 4.º      |              |
| 2005/06    | Preferente   | 5.º      |              |
| 2006/07    | Preferente   | 3.º      |              |
| 2007/08    | 3ª División  | 11.º     |              |
| 2008/09    | 3ª División  | 12.º     |              |
| 2009/10    | 3ª División  | 17º      |              |

| Temporada | División     | Posición    | Copa del Rey |
| --------- | ------------ | ----------- | ------------ |
| 2010/11   | 3.ª División | 17.º        |              |
| 2011/12   | Preferente   | 17.º        |              |
| 2012-13   | No Compitió  | No Compitió |              |
| 2013-14   | No Compitió  | No Compitió |              |
| 2014-15   | No Compitió  | No Compitió |              |
| 2015/16   | Preferente   | 3.º         |              |
| 2016/17   | Preferente   | 5.º         |              |
| 2017/18   | Preferente   | 2.º         |              |
| 2018/19   | Preferente   | 3.º         |              |
| 2019/20   | Preferente   | 4.º         |              |
| 2020/21   | Preferente   | 1.º         |              |
| 2021/22   | Preferente   | 6.º         |              |
| 2022/23   | Preferente   | 16.º        |              |
| 2023/24   | 1.ª Regional | 2.º         |              |

### Datos del club
- Temporadas en 3ªDivisión: 14
- Temporadas en Preferente: 24
- Temporadas en 1ªRegional: 3

## Palmarés
- Subcampeón de la Copa Heliodoro Rodríguez López (2): 1983-84, 2009-10

## Jugadores destacados
- Aziz

## Plantilla

### Plantilla temporada 2.009/10
- Portero
- GUADA - Guadafra León Armas
- JONAY - Jonay Quintana Hernández

- Defensa
- AARÓN - Aarón Martín Acosta
- ALBERT - Alberto Acosta Martín
- CIRO - Ciro Fredy Medina Hernández
- JESÚS - Jesús
- NANI - Albín Nani Martín González
- NAUZET GONZÁLEZ - Nauzet González Santana
- PEDRO - Pedro Toledo Acosta
- YERAY - Jesús Yeray Rodríguez Martín

- Centrocampista
- CARLOS TUTU - Carlos Alberto Rodríguez Brito
- LEVI - Levi Rocha Pérez
- MANUEL - José Manuel Rodríguez López
- OLIVER - Manuel Oliver León Vicente
- OSCAR - Oscar
- ROBAINA - José Antonio Robaina Hernández
- VÍCTOR - Víctor Ramos Hernández

- Delantero
- ARIDANE - Aridane Tenesor Marrero Hernández
- CARLOS - Carlos
- JOSÉ - José
- LARSSON - Larsson